# Rudolf E. Kálmán
Rudolf (Rudi) Emil Kálmán (tiếng Hungary: Kálmán Rudolf Emil; 19 tháng 5 năm 1930 – 2 tháng 7 năm 2016) là một kỹ sư điện, nhà toán học, nhà phát minh người Mỹ gốc Hungary. Ông được chú ý cho đồng phát minh và phát triển của bộ lọc Kalman, một thuật toán toán học được sử dụng rộng rãi trong xử lý tín hiệu, hệ thống điều khiển và dẫn đường, hoa tiêu và điều khiển của mình. Để ghi nhận đóng góp này, tổng thống Hoa Kỳ Barack Obama đã trao cho ông Huân chương Khoa học quốc gia ngày 7 tháng 10 năm 2009 ().

## Cuộc đời và sự nghiệp
Rudolf Kálmán sinh ra tại Budapest năm 1930. Sau khi di cư đến Hoa Kỳ vào năm 1943, ông lấy được bằng cử nhân vào năm 1953 và bằng thạc sĩ vào năm 1954, cả hai đều từ viện công nghệ Massachusetts, chuyên ngành kỹ thuật điện. Kálmán hoàn tất bằng tiến sĩ vào năm 1957 tại Đại học Columbia ở thành phố New York.
Kálmán làm việc như một nhà toán học nghiên cứu tại Viện nghiên cứu Cao cấp ở Baltimore, Maryland từ năm 1958 đến năm 1964. Ông là giáo sư tại Đại học Stanford năm 1964 cho đến năm 1971, và sau đó là giáo sư nghiên cứu sau đại học và giám đốc của Trung tâm lý thuyết hệ thống toán học tại Đại học Florida từ năm 1971 đến năm 1992. Bắt đầu từ năm 1973, ông cũng đồng thời giữ chức chủ tịch của Lý thuyết Hệ thống Toán học tại Viện công nghệ liên bang Thụy Sĩ ở Zürich, Thụy Sĩ.

## Sự nghiệp
Kálmán là một kỹ sư điện, cựu sinh viên của trườngM.I.T. và đại học Columbia, và ông được ghi nhận cho đồng sáng chế bộ lọc Kalman (hoặc bộ lọc Kalman-Bucy), mà là một kỹ thuật toán học được sử dụng rộng rãi trong các máy tính kỹ thuật số của các hệ thống điều khiển, Hệ thống định vị, Hệ thống điện tử và phương tiện bên ngoài không gian để lấy một tín hiệu từ một chuỗi dài các nhiễu và/hoặc các đo lường kỹ thuật không đầy đủ, thường được thực hiện bởi hệ thống điện tử và con quay hồi chuyển.
Những ý tưởng của Kálmán về việc lọc ban đầu đã gặp phải thái độ hoài nghi rất lớn, rất nhiều vì vậy mà ông đã bị buộc phải công bố kết quả đầu tiên của mình trong kỹ thuật cơ khí, chứ không phải là kỹ thuật điện tử hoặc kỹ thuật hệ thóng. Kálmán có nhiều thành công trong trình bày các ý tưởng của mình, tuy nhiên, khi đến thăm Stanley F. Schmidt tại Trung tâm nghiên cứu Ames của NASA vào năm 1960. Điều này dẫn đến việc sử dụng các bộ lọc Kálmán trong chương trình Apollo, và ngoài ra, tàu con thoi của NASA, tàu ngầm Hải quân và xe tự hành không gian không người lái và vũ khí, chẳng hạn như tên lửa hành trình. 

## Giải thưởng và vinh danh
Kálmán là thành viên của Viện hàn lâm khoa học quốc gia Hoa Kỳ, viện hàn lâm kỹ thuật quốc gia Hoa Kỳ, và Viện hàn lâm Mỹ thuật và khoa học Hoa Kỳ. Ông là viện sĩ ngoại quốc của các viện hàn lâm khoa học Nga, Hungary, và Pháp. Ông đã được trao nhiều bằng tiến sĩ danh dự từ các trường đại học khác. Năm 2012, ông trở thành một thành viên của hội toán học Hoa Kỳ.
Kálmán nhận huy chương danh dự IEEE vào năm 1974, huy chương IEEE Centennial năm 1984, giải Kyoto của Quỹ Inamori về công nghệ cao cấp năm 1985, giải Leroy p. Steele của Hội Toán học Hoa Kỳ năm 1987, giải thưởng di sản điều khiển Richard E. Bellman giải năm 1997, và giải Charles Stark Draper của Viện hàn lâm Kỹ thuật Quốc gia trong năm 2008.

## Tác phẩm chọn lọc
- Kalman, R.E. (1960). "A new approach to linear filtering and prediction problems" (PDF). Journal of Basic Engineering. Quyển 82 số 1. tr. 35–45. doi:10.1115/1.3662552. Bản gốc (PDF) lưu trữ ngày 29 tháng 5 năm 2008. Truy cập ngày 8 tháng 4 năm 2013.